# Altes Schloss Oettingen

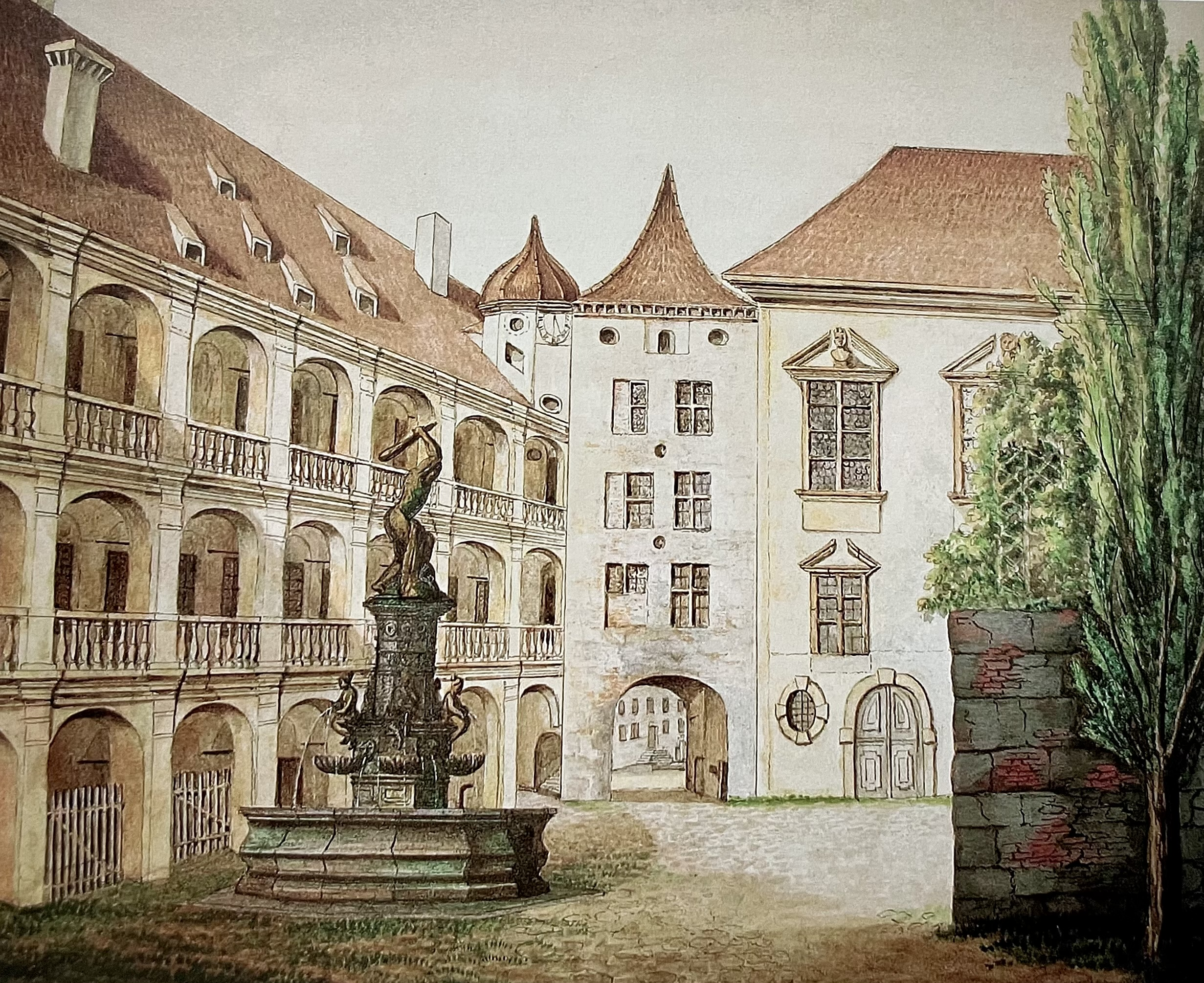
Der Innenhof des Alten Schlosses: links der Galeriebau mit dem Herkulesbrunnen, in der Mitte der Torbau und rechts der Saalbau. Aquarell von Ludwig Mayle, 1848.

Das Alte Schloss (auch Unteres Schloss genannt) war eines von zwei Stadtschlössern in Oettingen im heutigen bayerischen Landkreis Donau-Ries. Es diente den Grafen und Fürsten zu Oettingen-Oettingen als Residenz. Die mehrflügelige Schlossanlage befand sich im Bereich des heutigen Gruftgartens zwischen der Hof- und der Manggasse in der Altstadt von Oettingen und wurde Mitte des 19. Jahrhunderts vollständig abgebrochen.

## Geschichte
Anstelle des Alten Schlosses befand sich dort die im Mittelalter errichtete Stammburg der Grafen von Oettingen. In Folge der konfessionellen Teilung des Hauses Oettingen im 16. Jahrhundert kam diese Burganlage an die evangelische Linie Oettingen-Oettingen. Die gleichnamige Stadt war fort an ebenfalls konfessionell gespalten und nach Straßenseiten getrennt. Die Stadt war doppelter Herrschaftssitz, da im Alten Schloss die evangelischen Fürsten zu Oettingen-Oettingen residierten, im heute noch existierenden Neuen Schloss aber die katholischen Grafen zu Oettingen-Spielberg, die 1734 ebenfalls in den Reichsfürstenstand erhoben wurden. Die Linie Oettingen-Oettingen waren durch geschickte Heiratspolitik mit zahlreichen großen europäischen Herrscherhäusern eng verwandt, darunter Braunschweig, Habsburg, Preußen, Schweden und Russland, sodass zahlreiche Monarchen im Alten Schloss empfangen wurden, darunter Kaiser Karl VI., König Friedrich Wilhelm I. von Preußen und Friedrich II. von Preußen. 
Mit dem Tod von Fürst Albrecht Ernst II. erlosch die Linie Oettingen-Oettingen im Jahr 1731. Das Alte Schloss ging durch Erbstreitigkeiten erst an die Linie Oettingen-Wallerstein, dann 1781 an Oettingen-Spielberg. Es wurde für Beamtenwohnung, als Kanzlei, Sitz des Konsistorialrats und zuletzt als Herrschaftsgericht genutzt. Aufgrund von mangelnder Bauunterhaltung wurden die einzelnen Gebäudeteile ab Ende des 18. Jahrhunderts Stück für Stück bis 1854 abgebrochen.

## Aufbau

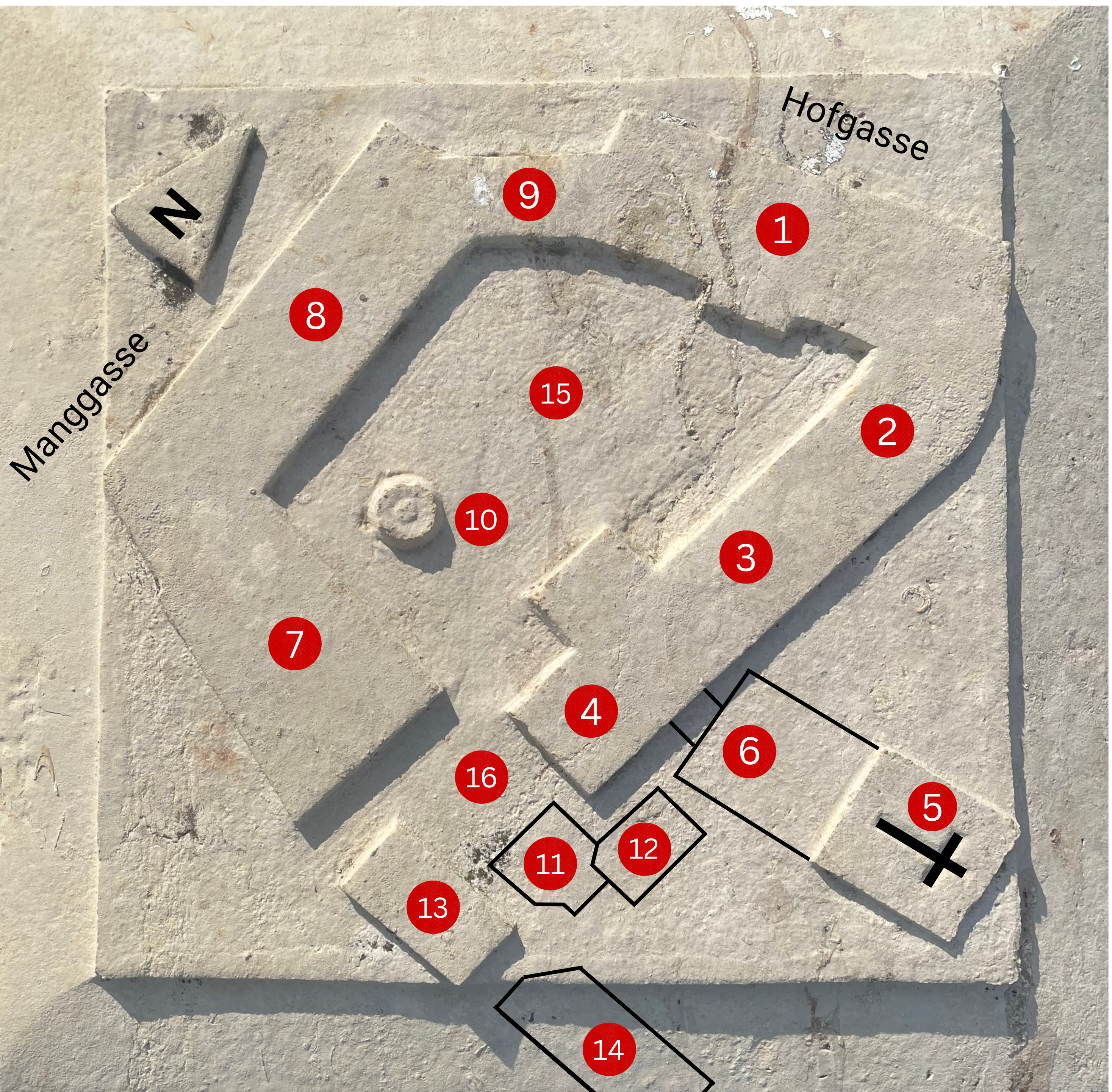
Altes Schloss Oettingen Lageplan (dargestellt auf dem Gedenkstein im Gruftgarten): (1) Saalbau, (2) Anbau mit Altan, (3) Hauptbau, (4) Flügelbau, (5) Schlosskirche, (6) Kirchenbau über der Schlosskirche, (7) Küchenbau, (8) Galeriebau, (9) Torbau, (10) Herkulesbrunnen, (11) Alter Münzbau, (12) Hofpredigerhaus, (13) Waschhaus, (14) Bräuhaus, (15) Oberer Schlosshof, (16) Unterer Schlosshof

Der turmartige Torbau, welcher sich diagonal gestellt an der Ecke Hof- bzw. Manggasse befand, bildete die Hauptzufahrt zum Alten Schloss. An den Torbau schloss sich Richtung der Manggasse der unter Graf Gottfried von Oettingen-Oettingen zwischen 1596 und 1604 im Renaissancestil erbaute dreigeschossige Galleriebau mit dem vermutlich im Jahr 1630 angebauten Küchenbau an. An der Hofgasse wurde an den Torbau unter Fürst Albrecht Ernst I. zu Oettingen-Oettingen von 1673 bis 1679 durch den Baumeister Matthias Weiß der Saalbau angefügt. Dieser beherbergte in der ersten Etage die Kaiserzimmer und im zweiten Stock den barocken Kaisersaal. Kaiser Karl VI. übernachtete dort in den Kaiserzimmern am 10. Dezember 1711 während seiner Reise zur Kaiserkrönung in Frankfurt am Main. Es handelte sich dabei um das Elternhaus seiner Schwiegermutter Christine Luise von Oettingen-Oettingen; die Kaiserin Elisabeth Christine traf bei dieser Gelegenheit ihren Onkel Albrecht Ernst II. von Oettingen-Oettingen.
Richtung Osten schloss sich ein Anbau mit Altan vom Saalbau an den Haupt- und Flügelbau an, in denen die fürstlichen Gemächer lagen. Dieser Haupt- und Flügelbau aus dem Jahr 1536 ging auf Graf Ludwig XV. zurück und wurde ab 1673 im Inneren barockisiert. Der Hauptbau war außerdem mit der Schlosskirche verbunden. Von dieser ist nur noch der Chor vorhanden und wird heute als Gruftkapelle der Linie Oettingen-Spielberg genutzt.